# Joschka Ferner
Joschka Nils Ferner (* 5. Januar 1996 in Aalen) ist ein deutscher Basketballspieler. Er steht beim SC Rasta Vechta unter Vertrag.
Nachdem Ferner bereits beim TSV Giants Nördlingen in der dritthöchsten deutschen Spielklasse der Herren, ProB, einzelne Spiele absolviert hatte, spielte er danach mit einer Doppellizenz für den Bundesligisten Ratiopharm Ulm und dessen Kooperationsverein Weißenhorn Youngstars in der ProB. In der Basketball-Bundesliga 2014/15 erhielt der ehemalige Jugend-Nationalspieler in Ulm erste Einsätze in der höchsten deutschen Spielklasse. Später sammelte er in Crailsheim weitere Bundesligaerfahrung. Seit 2018 absolviert Ferner parallel zu seiner Karriere als Basketballspieler ein Fernstudium in Gesundheitsmanagement an der Hochschule Fresenius.

## Karriere
Ferner war in der Jugend-Basketball-Bundesliga (JBBL) bis 2012 für den Nachwuchs des ehemaligen Erstligisten TSV 1861 Giants aus Nördlingen aktiv, wobei er in der ProB 2011/12 bereits einzelne Kurzeinsätze für die Herrenmannschaft in der dritthöchsten deutschen Spielklasse absolvierte. Nachdem Ferner die Auszeichnung als bester Spieler der JBBL-Saison 2011/12 erhalten hatte, jedoch mit seiner Mannschaft beim JBBL-Finalturnier im Halbfinale ausgeschieden war, wechselte er zusammen mit seinem Zwillingsbruder Lukas auch altersbedingt in die Juniorenmannschaft des Erstligisten Ratiopharm Ulm in die Nachwuchs-Basketball-Bundesliga (NBBL). Während sein Zwillingsbruder Lukas noch einzelne Einsätze bei den Nördlingern in der ProB 2012/13 hatte, war Joschka in der Saison 2012/13 für keine Herrenmannschaft in Meisterschaftsspielen aktiv. Stattdessen spielte Joschka Ferner ab der ProB 2013/14 für das Ulmer „Ausbildungsmannschaft“ Youngstars aus Weißenhorn in der dritthöchsten Spielklasse der Herren, in der man vor den Nördlingern, die absteigen mussten, den Klassenerhalt erreichte.
In den Jugend-Auswahlmannschaften des DBB hatte Ferner 2012 mit den U16-Junioren einen sehr guten fünften Platz bei der Europameisterschafts-Endrunde belegt. Nachdem er 2013 mit den U18-Junioren am Wiederaufstieg in die Division A der besten europäischen Auswahlmannschaften gescheitert war, gewann er 2014 mit der U18-Auswahl die Europameisterschaft der Division B und den Wiederaufstieg in die Division A. In der folgenden Basketball-Bundesliga 2014/15 hatte Ferner mittels der Doppellizenz in der Hinrunde seine ersten beiden Einsätze in der höchsten deutschen Spielklasse beim Erstligisten Ratiopharm aus Ulm.
Im Sommer 2016 nahm er mit der U20-Nationalmannschaft an der EM in Finnland teil und wurde Vierter. In der Saison 2016/17 gewann er mit Weißenhorn die Meisterschaft in der ProB. Er trug zu diesem Erfolg mit Mittelwerten von 10,9 Punkten sowie 4 Rebounds (in 19 Einsätzen) bei. Mit der Ulmer Nachwuchsfördermannschaft, die nach dem Gang in die 2. Bundesliga ProA nach Ulm umzog und in OrangeAcademy umbenannt wurde, verpasste er im Spieljahr 2017/18 den Klassenerhalt in der zweithöchsten deutschen Liga.
Mitte Mai 2018 wurde Ferner ins Aufgebot der A2-Nationalmannschaft berufen.
Im Sommer 2018 verließ er Ulm und nahm ein Vertragsangebot des Bundesliga-Rückkehrers Crailsheim Merlins an. Er bestritt 2018/19 insgesamt 30 Bundesliga-Spiele für Crailsheim, erzielte im Mittel drei Punkte je Begegnung und erreichte mit der Mannschaft am Abschlussspieltag den Klassenerhalt. Im Juni 2019 wurde er von Bundesliga-Absteiger Science City Jena verpflichtet. Nach zwei Jahren in Thüringen ging er 2021 zum SC Rasta Vechta, der zuvor aus der Bundesliga in die zweite Liga abgestiegen war. 2023 wurde er mit Vechta Zweitligameister.